# Big Huge Games
Big Huge Games是一個電子遊戲開發商，總部位於美國馬里蘭州巴爾的摩郡。

## 历史
公司由四個遊戲開發者共同成立於2000年2月：Tim Train、David Inscore、Jason Coleman和Brian Reynolds。他們的第一款遊戲「王國的興起」在評論界和商業上獲得成功。原本的工作室在2012年5月宣告破產，但「Big Huge Games」這個名字在2014年10月被Reynolds和Train合資成立的新公司使用。公司在2015年4月於安卓及iOS推出手機大型多人線上遊戲文明爭戰。